# Liste der Monuments historiques in Montréjeau
Die Liste der Monuments historiques in Montréjeau führt die Monuments historiques in der französischen Gemeinde Montréjeau auf.

## Liste der Bauwerke
| Bezeichnung             | Beschreibung                                      | Standort                      | Kennzeichnung | Schutzstatus | Datum | Bild           |
| ----------------------- | ------------------------------------------------- | ----------------------------- | ------------- | ------------ | ----- | -------------- |
| Château de Valmirande   | Erbaut um 1900                                    | (Lage)                        | PA00094399    | Classé       | 1992  | weitere Bilder |
| Markthalle              | Erbaut im 1939                                    | Place de Verdun (Lage)        | PA31000065    | Inscrit      | 2004  |                |
| Hôtel de Lassus         | Erbaut 1760                                       | 6, rue du Barry (Lage)        | PA31000073    | Inscrit      | 2005  |                |
| Hôtel du Parc           | Erbaut in der zweiten Hälfte des 19. Jahrhunderts | Place Valentin-Abeille (Lage) | PA31000074    | Inscrit      | 2005  |                |
| Brücke über die Garonne | Erbaut 1773                                       | (Lage)                        | PA00094400    | Inscrit      | 1984  |                |